# Мерне јединице
Мерне јединице (ијек. мјерне јединице) су међународно прихваћене величине за мерење, којима се врши поређење неке физичке величине са мерним стандардом. Свака друга количина те врсте може се изразити као умножак јединице мере. У већини земаља света законити систем мерних јединица је СИ метрички систем (интернационални систем, од француског назива Système international). Други систем, у употреби у САД и неким другим земљама је англосаксонски систем мера.
На пример, дужина је физичка величина. Метар је јединица дужине која представља унапред одређену дужину. Када се каже 10 метара (или 10 м), мисли на дужину која је 10 пута веће од дефинисане дужине зване „метар”. Мерење је процес утврђивања колико је велика или мала физичка количина у поређењу са основном референтном количином исте врсте.
У трговини су тегови и мере обично предмет владиних прописа, како би се осигурала правичност и транспарентност. Међународни биро за тегове и мере (BIPM) има задатак да обезбеди уједначеност мерења у свету и њихову доследност [[Међународном систему јединица (СИ). Метрологија је наука која се бави развојем националних и међународно прихваћених мерних јединица. У физици и метрологији, јединице су стандарди за мерење физичких величина којима су потребне јасне дефиниције. Репродуктибилност експерименталних резултата је кључно за научну методу. Стандардни систем јединица то омогућава. Научни системи јединица су рафинације концепта тежина и мера историјски развијених у комерцијалне сврхе.
Наука, медицина и инжењерство често користе веће и мање јединице мере од оних које се користе у свакодневном животу. Разборит избор мерних јединица може помоћи истраживачима у решавању проблема (види, на пример, димензионалну анализу). У друштвеним наукама не постоје стандардне јединице мерења, а теорија и пракса мерења се изучавају у психометрији и теорији здруженог мерења.

## Историја
Јединица мере је стандардизована величина физичке особине, која се користи као фактор за изражавање постојећих количина тог својства. Јединице мере биле су међу најранијим алатима које су људи изумели. Примитивним друштвима су биле потребне рудиментарне мере за многе задатке: изградњу обитавалишта одговарајуће величине и облика, кројење одеће или размену хране или сировина.
Сматра се да су најранији познати униформни системи мерења створени негде око 4. и 3. миленијума пре нове ере међу древним народима Месопотамије, Египта и долине Инда, а можда и Елама у Персији.
Тегови и мере се помињу у Библији (Leviticus 19:35–36). Заповест је бити поштен и имати праведне мере.
У Великој повељи слободе из 1215. са печатом краља Јована, коју су му предочили барони Енглеске, краљ Јован се сложио у клаузули 35 „Биће једна мера вина у целом нашем царству, и једна мера пива и једна мера жита - наиме лондонски кворт; - и једна ширина бојеног и плетеног платна - наиме, два ела испод руба..."
У 21. веку, више система јединица се користи широм света, као што су обичајни систем Сједињених Држава, британски обичајни систем и међународни систем. Међутим, Сједињене Државе су једина индустријализована земља која још увек није прешла на метрички систем. Систематски напори да се развије универзално прихватљив систем јединица датира још од 1790. године када је француска национална скупштина задужила Француску академију наука да осмисли такав систем јединица. Овај систем је био претеча метричког система који је брзо развијен у Француској, али није добио универзално прихватање све до 1875. године када је 17 земаља потписало Уговор о метричкој конвенцији. Након потписивања овог уговора, основана је Генерална конференција за тегове и мере (CGPM). CGPM је произвео садашњи СИ систем који је усвојен 1954. на 10. конференцији тегова и мера. Тренутно су Сједињене Државе друштво са двоструким системом, које користи СИ систем и уобичајени систем САД.

## Основне јединице СИ система
Међународни систем мерних јединица се састоји од основних јединица које се могу користити заједно са одговарајућим префиксима. Постоји седам основних јединица које представљају различите физичке величине. Из тих основних јединица се добијају изведене јединице.
| Име      | Симбол | Количина              |
| -------- | ------ | --------------------- |
| метар    |        | дужина                |
| килограм |        | маса                  |
| секунда  |        | вријеме               |
| ампер    |        | електрична струја     |
| келвин   |        | температура           |
| кандела  |        | интензитет освјетљења |
| мол      |        | количина супстанце    |

Префикс се користи да се произведе већи или мањи износ оригиналне величине. Одређени су тако да је идући увијек за 10 пута већи (или мањи) од претходног.
| 10008 | 1024  | јота  |      | 1991 |
| 10007 | 1021  | зета  |      | 1991 |
| 10006 | 1018  | екса  |      | 1975 |
| 10005 | 1015  | пета  |      | 1975 |
| 10004 | 1012  | тера  |      | 1960 |
| 10003 | 109   | гига  |      | 1960 |
| 10002 | 106   | мега  |      | 1960 |
| 10001 | 103   | кило  |      | 1795 |
| 1000(2/3) | 102   | хекто |      | 1795 |
| 1000(1/3) | 101   | дека  |      | 1795 |
| 10000 | 100   | нема  | нема | -    |
| 1000−(1/3) | 10−1  | деци  |      | 1795 |
| 1000−(2/3) | 10−2  | центи |      | 1795 |
| 1000−1 | 10−3  | мили  |      | 1795 |
| 1000−2 | 10−6  | микро |      | 1960 |
| 1000−3 | 10−9  | нано  |      | 1960 |
| 1000−4 | 10−12 | пико  |      | 1960 |
| 1000−5 | 10−15 | фемто |      | 1964 |
| 1000−6 | 10−18 | ато   |      | 1964 |
| 1000−7 | 10−21 | зепто |      | 1991 |
| 1000−8 | 10−24 | јокто |      | 1991 |
| 1. Метрички систем је уведен 1795. оригинално са 6 префикса. Остале године показују када су остали префикси усвојени. |       |       |      |      |